# Музей кофе (Вена)
Музей кофе — музей в Вене, посвящённый напитку кофе. Открыт в 2003 году как часть Австрийского общественного и промышленного музея (Österreichisches Gesellschafts- und Wirtschaftsmuseum).
В мае 2007 года в музее был учреждён Архив Кольшицкого, названный в честь венского пионера в области кофе Юрия Франца Кульчицкого.